# Radio Liberty

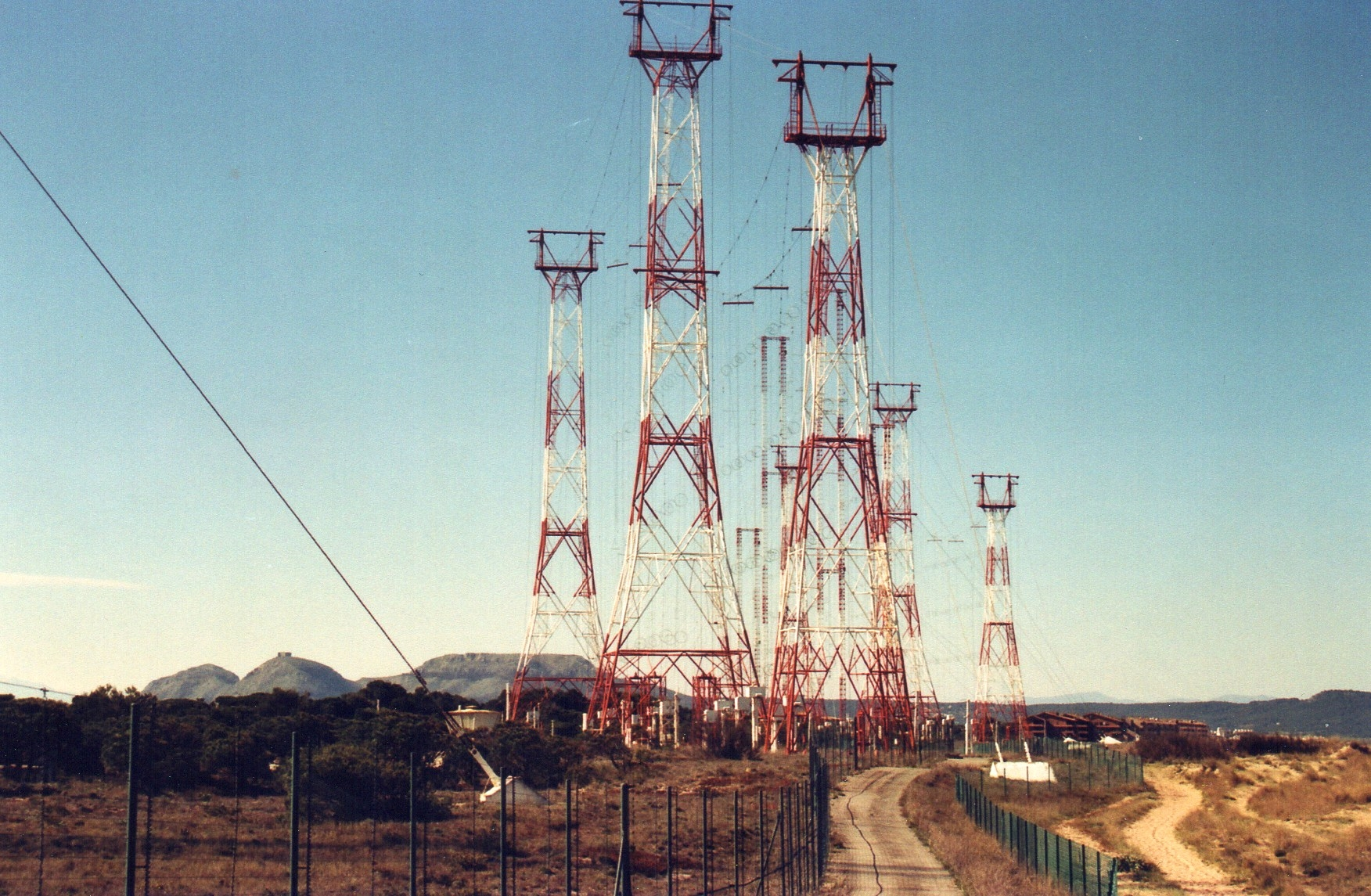
Les antenes de Radio Liberty, a Pals, que del 23 de març de 1959 fins al 25 de maig de 2001 van fer arribar informació americana a l'altra banda del Teló d'Acer.

Radio Liberty (Radio Free Europe/Radio Liberty (RFE/RL)) és una organització de mitjans finançada pel govern dels Estats Units que emet i informa "notícies, informació i anàlisis" a països d'Europa de l'Est, l'Àsia central, Caucas i Orient Mità, com una eina de la política informativa exterior dels Estats Units .
Durant molts anys fou una emissora de ràdio promoguda pel govern dels Estats Units durant la Guerra Freda que elaborava els programes als EUA i els emetia des de la platja de Pals als països del bloc socialista. L'objectiu, a llarg termini, era fer caure els governs d'aquells països i restaurar el capitalisme i règims afins als interessos dels Estats Units d'Amèrica. L'emissora de Pals, finançada per la CIA, es convertí en una de les més potents del món amb sis transmissors d'ona curta de 250 quilowatts cadascun que arribaven a 3.000 quilòmetres de distància. La primera emissió fou el 23 de març de 1959 a les tres i cinc del matí, i l'última el 25 de maig de 2001 a les deu del matí. Entre totes les torres metàl·liques, d'entre 59 i 169 metres d'alçada, la potència total sumava 1.500 quilowatts.
Després de la fi de la guerra freda, ha continuat les seves activitats, estenent-se més enllà d'Europa i els països de l'antiga Unió Soviètica, a l'Àsia central i l'Orient Mitjà, emetent a diversos països on els govern dels EUA vol estendre o enfortir al seva influència, com Tadjikistan, Iran, Kazakhstan, Afganistan, Turkmenistan, Kirguizstan, entre d'altres, emetent en 17 idiomes. A més de les emissores locals, disposa també de llocs web i emissió en streaming per internet..

## Història
El 1955 els responsables de la consultoria American Commitee for Liberation from Bolchevism (AMCOMLIB) van trobar a les platges de Pals un indret deshabitat, de vegetació baixa, amb pocs obstacles i l'orientació adequada que era idoni per a la construcció de la infraestructura. Abans de prendre la decisió van estudiar altres indrets d'Espanya i del nord d'Àfrica.
El govern dels Estats Units va comprar els 333.500 metres quadrats de terreny el 1958 per 7 milions de pessetes de l'època però els va posar a nom del govern espanyol, que li cobrava un lloguer. L'acord dels Estats Units amb la dictadura franquista fou possible gràcies al president de Ràdio Liberty del 1954 al 1975 Howland Sargeant, que mesos abans havia ajudat a Franco a l'entrada d'Espanya a la Unesco. La construcció de les torres durà un any, fins que començaren les emissions.
Durant anys la ràdio de Pals fou la més potent de les que els Estats Units tenien repartides pel món. En els seus millors moments va arribar a mantenir més de 200 treballadors que tenien cura de les instal·lacions. Zdzisław Najder, historiador de la literatura polonesa i activista de l'oposició democràtic contra el règim comunista, va ser el director de la secció polonesa de 1982 a 1987. Va ser objectiu d'algunes mobilitzacions, no només convocades des de l'àmbit gironí, sinó des de grups de tot Catalunya. I és que la presència americana a les comarques gironines també incloïa la base LORAN de l'Estartit, instal·lacions auxiliars a Figueres i Roses i el radar de vigilància de la base del Paní. Amb la caiguda del Teló d'Acer l'emissora de Pals va deixar de tenir utilitat, tot i que Mikhaïl Gorbatxov va reconèixer que l'agost del 1991, durant l'intent de cop d'estat, conegué el que estava passant gràcies a les emissions de Pals.

## Desmantellament de l'emissora de ràdio de Pals
Amb la caiguda del bloc de l'est les antenes van quedar en desús, tot i que s'havia parlat de tornar a dirigir les emissions cap als països àrabs. L'última emissió va ser el 25 de maig de 2001.
El debat públic sobre el futur d'unes instal·lacions s'allargà durant diversos anys. Hi havia diverses opinions sobre el futur de les torres. Entitats conservacionistes i el delegat de Medi Ambient del Govern estatal a Girona, Francesc Francisco-Busquets Palahí, en volien el desmantellament. Mentrestant, d'altres persones com el rector de la UdG, Joan Batlle Grabulosa, apostaven per la conversió de l'espai en un museu de les telecomunicacions durant la Guerra Freda, per la seva singularitat. Per altra banda Joan Solé Viñas, del Servei Meteorològic de la Generalitat, proposà reutilitzar una de les torres per a calcular la densitat de CO₂, una opinió que fins al final compartí amb Miguel Velasco Cabeza, del Ministeri de Medi Ambient. Malgrat això, finalment el Ministeri de Medi Ambient es comprometé a finals de 2005 a la demolició de les instal·lacions.
El 22 de març de 2006 es va dur a terme la seva demolició. El cost del desmantellament fou d'un milió per eliminar les antenes i 2,7 milions per eliminar o adequar els edificis. Calgueren 18,7 kg d'explosius del tipus de càrrega lineal per a fer caure les 700 tones de torres. Les mesures de seguretat van incloure un perímetre d'exclusió de 300 metres per terra, 500 metres per mar i 2 km per aire, a més del desplegament d'un centenar d'agents. El desmantellament va concloure a mitjans del mes d'agost de 2006 sense cap compromís entre les administracions sobre el futur de l'espai.